# Gabriel Voisin
Gabriel Voisin (Belleville-sur-Saône, 5 febbraio 1880 – Ozenay, 25 dicembre 1973) è stato un pioniere dell'aviazione francese.
Figlio del proprietario di una fonderia, Gabriel Voisin compì i suoi studi all'istituto delle belle arti di Lione. All'inizio assunto come disegnatore, lavorò a partire dal 1903 presso Ernest Archdeacon, uno dei pionieri e dei grandi mecenati dell'aeronautica di quei tempi, appena nata.

## L'industriale aeronautico
Gabriel Voisin divenne ben presto famoso nel campo dell'aviazione. Con il fratello Charles, costituì una propria società e con l'aiuto di Louis Blériot, costruì l'aereo che permise a Henri Farman di vincere il premio Deutsch de la Meurthe-Archdeacon (13 gennaio 1908). Nonostante la morte in un incidente automobilistico del fratello nel 1912, proseguì fino al 1914 nella costruzione di aerei per i gentlemen con la passione del volo dell'epoca. La sua fortuna arrivò con la guerra, all'inizio della quale presentò al ministero della Guerra il primo aereo completamente metallico. La sua produzione in più di 8 000 esemplari e le numerose licenze dei suoi brevetti ne garantirono lo sviluppo.

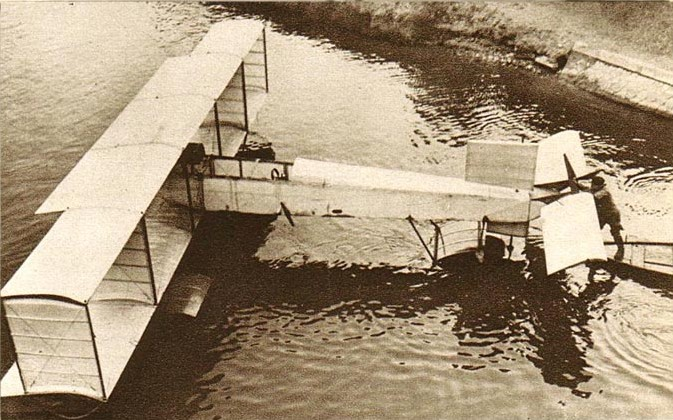
l'idrovolante Canard Voisin nel 1912
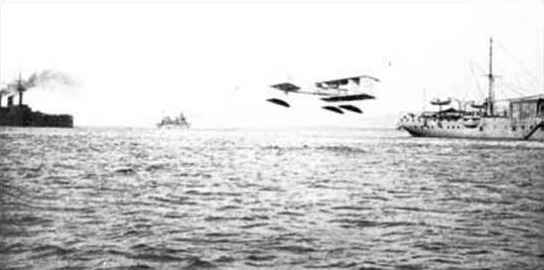
Prova del Canard a partire dalla nave "La Foudre" della Marina francese (1912)
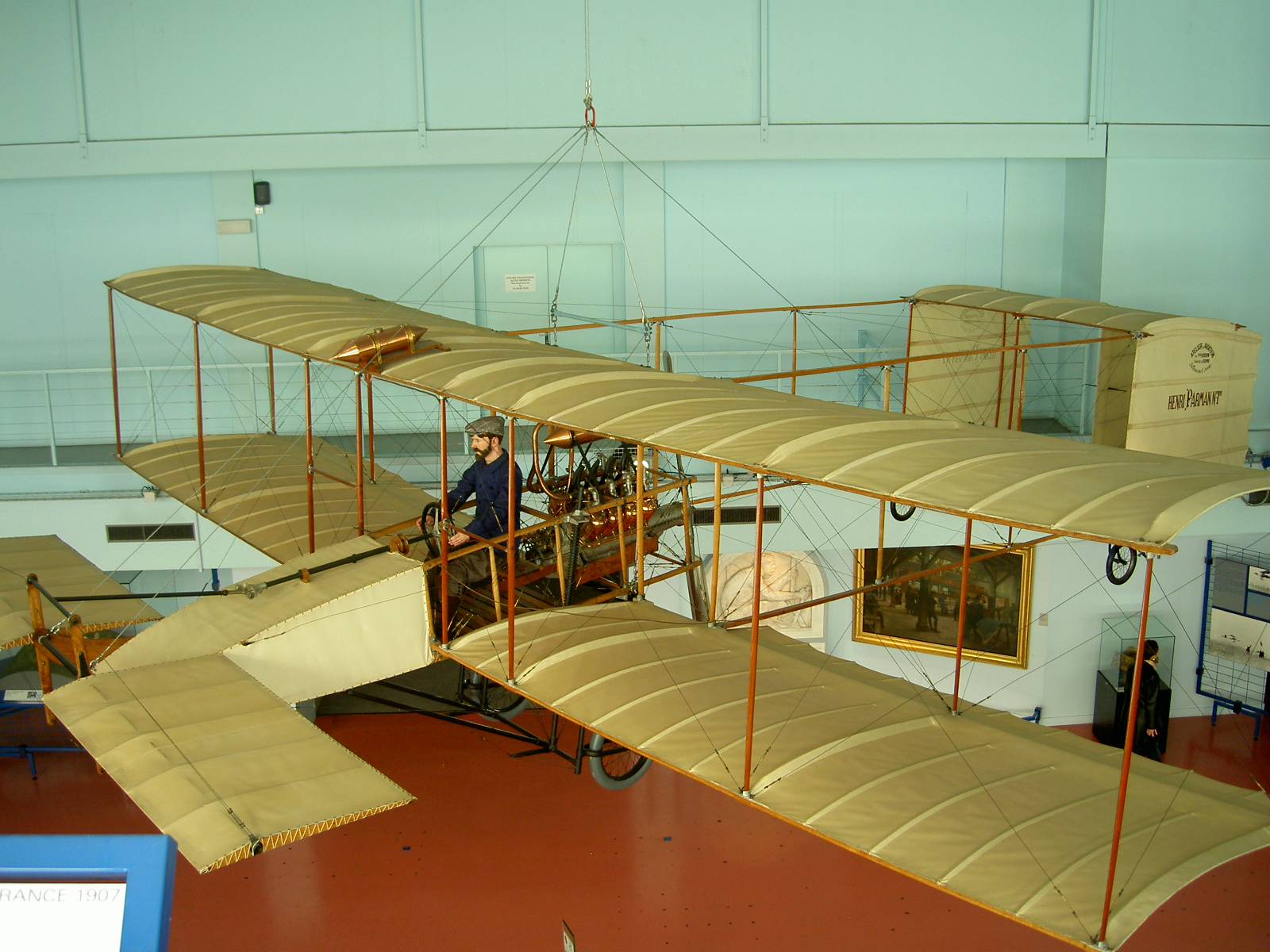
Ricostruzione dell'aereo 1919 che ha percorso il primo chilometro a circuito chiuso nel 1908.
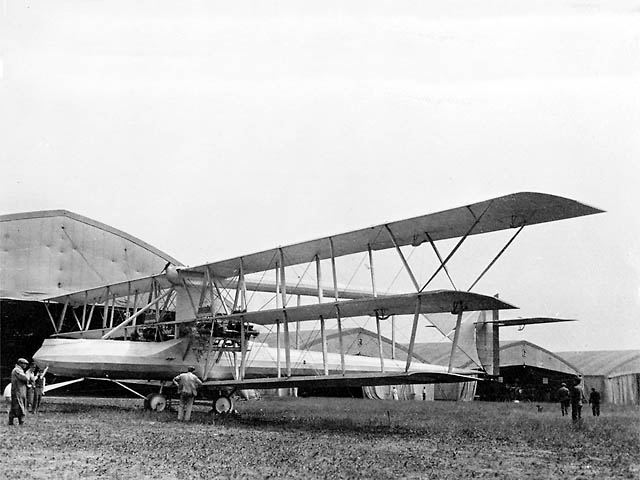
Triplano Voisin bombardiere quadrimotore - 1 solo esemplare 1915
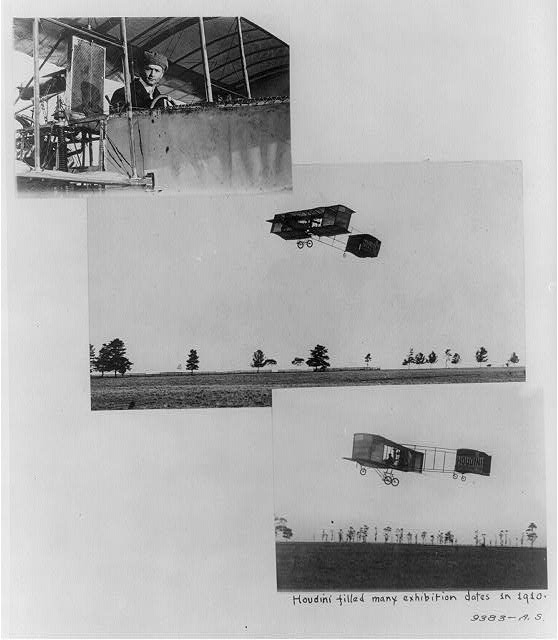
Biplano Voisin pilotato da Harry Houdini ca 1910

## Le automobili "Avions Voisin"
Dal 1918 si discostò dall'aviazione e si lanciò nelle costruzioni di automobili, mercato che gli appariva molto più promettente. Nel giugno 1919 Gabriel Voisin presentò il suo primo modello, la M1, che venne costruito in più di cento esemplari fino al 1920. Dopo alcuni tentativi con le automobili monoposto e le motociclette, si dedicò a dei modelli di auto più impegnativi: la C1 18/23 HP, una quattro cilindri derivata direttamente dalla M1, che riscosse molto successo sia in patria che all'estero, la C2 dodici cilindri a V, seguite subito dopo dalla sportiva C3 e dalla C4 a costituire la base della gamma. Produsse quasi mille automobili all'anno e rimpiazzò il suo modello di maggior successo, la C4, con la C7 a partire dal 1926.
A partire da questa data iniziò a consegnare le sue automobili interamente carrozzate, contrariamente alla consuetudine dell'epoca per cui i costruttori fornivano dei telai nudi ai carrozzieri. A livello sportivo tentò nel 1923 di applicare in modo approfondito la tecnica aeronautica al prototipo Voisin Laboratoire : ottimizzazione del peso, carrozzeria profilata in alluminio, pompa a elica, assenza di differenziale. Sfortunatamente, la mancanza di potenza dei motori rese inevitabile la mancanza di risultati. Lanciò in seguito la C11, i cui telaio e carrozzeria erano interamente in alluminio, seguita nel 1926 da un modello più ambizioso : la C12 a motore di 4,5 litri.

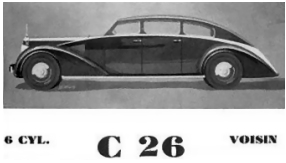
Immagine del progetto C26 "Aérisée"

La sua inventiva e la sua esigenza, ma anche la sua intransigenza, lo limitarono presto a produzioni di alta gamma (C16, C18, C20, C21, C22, C24). L'incendio della sua fabbrica, malsicurata, e in seguito la crisi del 1929 e la morosità del mercato automobilistico negli anni '30 colpiscono le finanze della società delle Automobili Voisin. La storia ha la sua apoteosi con l'Aérodyne (1934) e poi, nel 1935, con la C28 a carrozzeria « pontone » (senza ali separati) e il progetto dell'Aerosport. In stato di prototipo sono diversi progetti quali la C26 (presentata nel 1934). Dal 1938, Gabriel Voisin dovette lasciare il controllo delle sue fabbriche ai suoi finanziatori e produsse modelli senza anima.
La sua lunga fedeltà ai motori senza valvola - a camicie mobili tipo Knight - che fu un vantaggio all'inizio degli anni '20, quando le molle delle valvole non resistevano a lungo, divenne un inconveniente e gli impedì di presentare motori di elevati prestazioni e molto affidabili. Nondimeno, essi permisero a Voisin di detenere numerosi record di velocità a lunga distanza negli anni 1927-1929: 10 000 chilometri 147 km/h, poi 30 000 chilometri a 133 km/h e, infine, i 50 000 chilometri a 120 km/h (1930).
Dopo la Seconda guerra mondiale, disegnò il Biscooter, carrettino a motore di 125 cc che, leggero e rustico, fu concepito per dotare la Francia di un veicolo economico; conobbe un vivo successo in Spagna con il nome di Biscúter.
Gabriel Voisin si ritirò nel 1958 sui bordi della Saône, e poi, non lontano da lì, nel piccolo villaggio di Ozenay, nei pressi di Mâcon. Quello stesso anno, viene distinto Grande ufficiale della Legione d'onore, di cui era Cavaliere del 1909. Si spegne nel 1973 all'età di 94 anni. Riposa nel piccolo cimitero di Le Villars.

### Citazioni
- Mentre si traccia un bilancio delle evoluzioni tecniche del XX secolo e di stabilire anche un abbozzo delle hit-parade degli uomini che lo hanno costituito, è importante non omettere colui che fu uno dei personaggi chiave della sua epoca, offrendo ai suoi contemporanei il suo spirito creativo e l'insospettata estesa della sua verve intellettuale. Grande costruttore del XX secolo, Gabriel Voisin (1880-1973), vero e proprio fenomeno di un mondo moderno in divenire, avrà così esercitato il suo talento, il suo genio, nei due settori di sviluppo caratteristici del secondo millennio: l'aviazione e l'automobile. Infatti, in una trentina d'anni sarà uno dei più prolifici industriali francesi per quanto riguarda i più sofisticati progetti sul piano delle realizzazioni.
- Appassionato di meccanica e dotato di uno strano intuito, di un'anima ingegnosa e di idee da vendere, Gabriel Voisin è un virtuoso del bricolage, inventivo e generoso, dotato per di più di una feroce ostinazione e di un fremente carattere ravvivato da una truculenza di linguaggio poco corrente. Personalità fuori dal comune e provvisto di una sorprendente capacità di adattamento, Gabriel Voisin avrà ripercorso la sua vita tra ombra e luce e giocando abilmente tra le esigenze di un mercato industriale spesso caotico e la linea di condotta, inflessibile e risoluta, che si era assegnato.
- Lucido, altruista oltre ragione e con una nobiltà d'anima che in pochi gli rinnegheranno, era cosciente dell'unico e leggendario destino che ricevette in omaggio all'esistenza. Munito di uno spirito cavalleresco e di un'umiltà a tutta prova, incarna a meraviglia il successo sociale e l'infallibile devozione alla patria negli anni oscuri della storia. (Gabriel Voisin, ou le pionnier magnifique, di Emmanuel Mère)

## Pubblicazioni
1. Mes 10.000 cerfs-volants, Éditions La Table Ronde, collection "L'Ordre du jour", 1960 ISBN 978-2-3605-9016-2
2. Mes mille et une voitures, 1962
3. Nos Étonnantes chasses, Éditions La Table Ronde, 1963
4. La naissance de l'aéroplane, Éditions Maréchal, 1927